# (Untitled)
(Untitled) ist das neunte Musikalbum der US-amerikanischen Folk-Rock-Band The Byrds, das zehnte, wenn man ihr Greatest Hits-Album mitzählt. Es erschien am 16. September 1970 auf dem Label Columbia Records. In den Vereinigten Staaten erreichte das Album Nr. 40 der Pop-Charts, in Großbritannien Nr. 11. Bei (Untitled) handelt es sich um ein Doppelalbum, dessen erste Hälfte aus Live-Aufnahmen von verschiedenen Konzerten besteht, die zweite Hälfte enthält Studioaufnahmen.
(Untitled) gilt als bestes der späteren Byrds-Alben, auch war es das letzte Album mit einer neuen Besetzung: Nachdem John York im September 1969 von der Band gefeuert worden war, nahm Skip Battin nun den Platz am Bass ein.
Am 23. Oktober erschien die einzige Single des Albums. Chestnut Mare schaffte es in den Staaten nicht in die Charts, stieg in Großbritannien aber überraschend bis Nr. 19. B-Seite war Just a Season. Die 16-minütige Live-Version des Byrd-Klassikers Eight Miles High war außerdem beliebt beim sogenannten „Progressive Rock Radio“, einem Radioformat, das neben Singles auch reine Albentracks spielte.

## Titelliste

### Album 1 (Live)

#### A-Seite
1. Lover of the Bayou (Roger McGuinn/Jacques Levy) – 3:39
2. Positively 4th Street (Bob Dylan) – 3:03
3. Nashville West (Gene Parsons/Clarence White) – 2:07
4. So You Want to Be a Rock ’n’ Roll Star (Roger McGuinn/Chris Hillman) – 2:38
5. Mr. Tambourine Man (Bob Dylan) – 2:14
6. Mr. Spaceman (Roger McGuinn) – 3:07

#### B-Seite
1. Eight Miles High (Gene Clark/Roger McGuinn/David Crosby) – 16:03

### Album 2 (Studio)

#### A-Seite
1. Chestnut Mare (Roger McGuinn/Jacques Levy) – 5:08
2. Truck Stop Girl (Lowell George/Bill Payne) – 3:20
3. All the Things (Roger McGuinn/Jacques Levy) – 3:03
4. Yesterday’s Train (Gene Parsons/Skip Battin) – 3:31
5. Hungry Planet (Skip Battin/Kim Fowley/Roger McGuinn) – 4:50

#### B-Seite
1. Just a Season (Roger McGuinn/Jacques Levy) – 3:50
2. Take a Whiff on Me (Huddie Ledbetter/John Lomax/Alan Lomax) – 3:24
3. You All Look Alike (Skip Battin/Kim Fowley) – 3:03
4. Welcome Back Home (Skip Battin) – 7:40

### Wiederveröffentlichung
Am 28. Februar 2000 veröffentlichte Columbia das Album unter dem Namen (Untitled)/(Unissued) auf CD mit einer Bonus-Disc, die folgende Titel enthielt:
1. All the Things (Roger McGuinn/Jacques Levy) – 4:56 (alternative Studio-Version)
2. Yesterday’s Train (Gene Parsons/Skip Battin) – 4:10 (alternative Studio-Version)
3. Lover of the Bayou (Roger McGuinn/Jacques Levy) – 5:12 (Studio-Version)
4. Kathleen’s Song (Roger McGuinn/Jacques Levy) – 2:33
5. White’s Lightning, Pt. 2 (Roger McGuinn/Clarence White) – 2:20 (Instrumental)
6. Willin’ (Lowell George) – 3:27
7. You Ain’t Goin’ Nowhere (Bob Dylan) – 2:56 (Live)
8. Old Blue (Roger McGuinn) – 3:29 (Live)
9. It’s Alright Ma (I’m Only Bleeding) (Bob Dylan) – 2:52 (Live)
10. Ballad of Easy Rider (Roger McGuinn) – 2:18 (Live)
11. My Back Pages (Bob Dylan) – 2:41 (Live)
12. Take a Whiff on Me (Huddie Ledbetter/John Lomax/Alan Lomax) – 2:45 (Live)
13. Jesus Is Just Alright (Arthur Reynolds) – 3:06 (Live)
14. This Wheel’s on Fire/Amazing Grace (Bob Dylan/Rick Danko/John Newton) – 6:16 (Live)